# St John’s Lock
Koordinaten: 51° 41′ 23,7″ N, 1° 40′ 46,3″ W

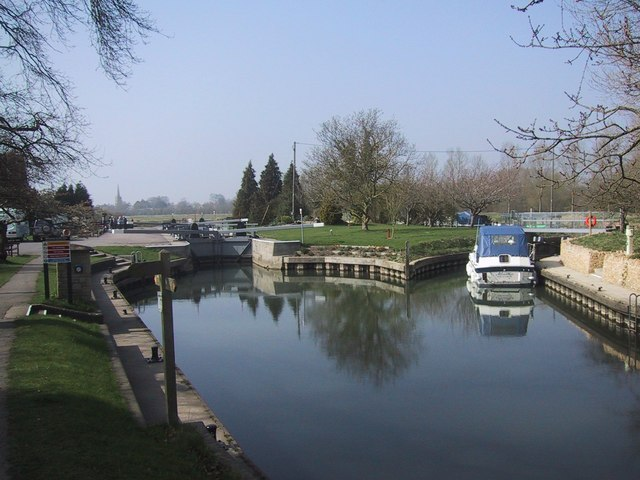
St. John’s Lock

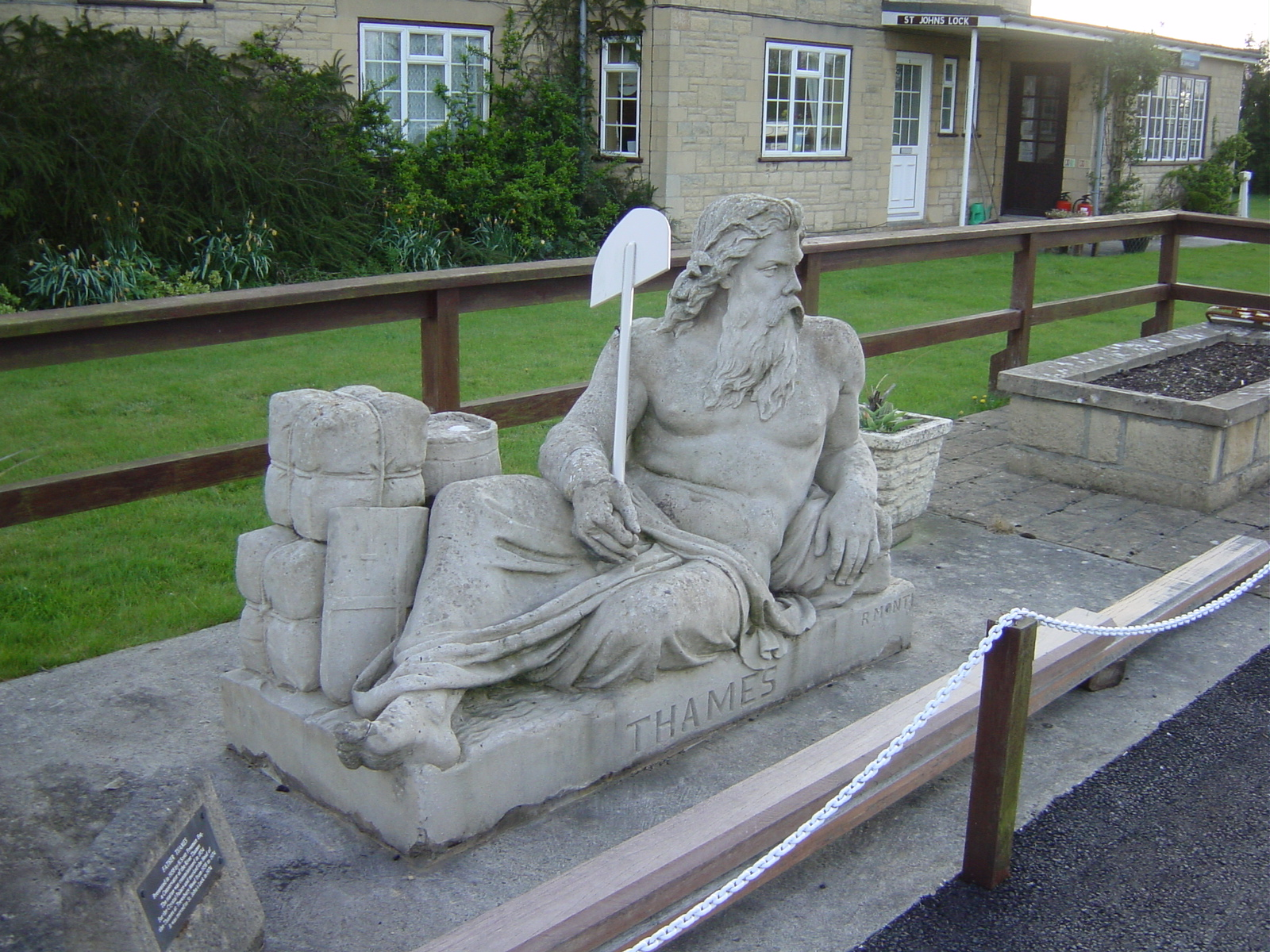
Plastik von Vater Thames von Raffaelle Monti am St John’s Lock

St John’s Lock ist die erste Schleuse der Themse in England. Es liegt nahe dem Ort Lechlade, Gloucestershire. Der Name der Schleuse stammt von einer Abtei, die 1250 gegründet wurde, aber nicht länger existiert. Die Schleuse wurde 1790 von der Thames Navigation Commission aus Stein gebaut.
Das nächste Wehr flussabwärts liegt unterhalb der St John’s Bridge, wo der River Cole und der River Leach in die Themse münden.
Es gibt eine Plastik von Vater Thames am Schleusenwärterhaus. Die Plastik wurde 1854 für die Anlage des Cyrstal Palace geschaffen. Später wurde sie zunächst an die Quelle der Themse verlegt und schließlich an der Schleuse aufgestellt.

## Geschichte
Eine Schleuse wurde an dieser Stelle durch die Eröffnung des Trent and Severn Canal im November 1789 notwendig. Die Schleuse wurde von J. Nock 1790 gebaut. In der Anfangszeit gab es Beschwerden, dass die Gebühren von aufdringlichen Schiffern nicht gezahlt wurden. Das erste Schleusenwärterhaus wurde 1830 errichtet, da der Schleusenwärter gemäß den Regeln kein Gastwirt sein durfte und seine Wohnung im Trout Inn aufgeben musste. Der schlechte Zustand der Schleuse wurde 1857 gemeldet und 1867 wurde eine Reparatur durchgeführt. 1907 wurde die Schleuse erneuert und ein neues Schleusenwärterhaus auf der anderen Seite der Schleuse gebaut.

## Zugang zur Schleuse
Die Schleuse kann leicht von der St John’s Bridge etwa 1,5 Kilometer außerhalb von Lechlade im Verlauf der A417 erreicht werden.

## Der Flussabschnitt oberhalb der Schleuse
Der Fluss windet sich für rund 1,2 Kilometer bis nach Lechlade, wo er die Halfpenny Bridge passiert, die so heißt, weil ihre Passage früher Maut kostete. Etwa 800 Meter hinter Lechlade gibt es eine Verbindung zum ehemaligen Thames and Severn Canal, der die Themse mit dem River Severn über die Stroudwater Navigation und den Gloucester and Sharpness Canal verband. Der Thames and Severn Canal wird wieder hergestellt und so ist es möglich, dass die Schifffahrt jenseits von Lechlade wieder aufgenommen werden kann. Der River Coln mündet an der Kanalverbindung ebenfalls in die Themse, so dass es möglich ist, ein 70 Fuß langes Kanalboot mit Vorsicht zu wenden. Es gibt keine weiteren Schleusen oberhalb von Lechlade, das normalerweise als Ende der schiffbaren Themse gilt. Schifffahrt ist aber bis nach Cricklade möglich und kleine Boote können weitere 4,8 Kilometer nach Lechlade fahren, wenn der Wasserstand es zulässt.
Der Thames Path führt am südlichen Ufer an Lechlade vorbei nach Inglesham und kreuzt den Fluss das nächste Mal an der Water Eaton Brücke.